# Komplex-hyperbolischer Raum
Der komplex-hyperbolische Raum ist in der Mathematik ein Beispiel für einen negativ gekrümmten symmetrischen Raum, dessen Krümmung – anders als beim hyperbolischen Raum – nicht konstant ist.

## Definition
Sei {\displaystyle \mathbb {C} ^{n,1}} der Vektorraum {\displaystyle \mathbb {C} ^{n+1}} mit der Hermiteschen Form
{\displaystyle \langle U,V\rangle =-u_{n+1}{\overline {v}}_{n+1}+\sum _{j=1}^{n}u_{j}{\overline {v}}_{j}}
für {\displaystyle U=(u_{1},\ldots ,u_{n+1}),V=(v_{1},\ldots ,v_{n+1})}. 
Der n-dimensionale komplex-hyperbolische Raum {\displaystyle \mathbb {C} H^{n}} ist
{\displaystyle \mathbb {C} H^{n}=\left\{X\in \mathbb {C} ^{n,1}:\langle X,X\rangle =-1\right\}}
mit der von der Hermiteschen Form {\displaystyle \langle .,.\rangle } induzierten riemannschen Metrik.

## Geometrie
{\displaystyle \mathbb {C} H^{n}} ist isometrisch zum homogenen Raum
{\displaystyle SU(n,1)/S(U(n)\times U(1))}.
Es ist ein symmetrischer Raum vom Rang 1. 
Für die Schnittkrümmung von Ebenen im {\displaystyle \mathbb {C} H^{n}} gilt die Ungleichung {\displaystyle -4\leq K\leq -1}. Ebenen in {\displaystyle \mathbb {R} H^{n}\subset \mathbb {C} H^{n}} haben Schnittkrümmung {\displaystyle -1}, während die Ebene {\displaystyle \mathbb {C} H^{1}\subset \mathbb {C} H^{n}} die Schnittkrümmung {\displaystyle -4} hat.
Der Rand im Unendlichen {\displaystyle \partial _{\infty }\mathbb {C} H^{n}} ist homöomorph zur {\displaystyle S^{2n-1}}.
Horosphären sind isometrisch zur Heisenberggruppe.

## Isometrien
Eine Isometrie von {\displaystyle \mathbb {C} H^{n}} heißt elliptisch, wenn sie einen Fixpunkt in {\displaystyle \mathbb {C} H^{n}} hat, parabolisch, wenn sie einen eindeutigen Fixpunkt in {\displaystyle \partial _{\infty }\mathbb {C} H^{n}} hat, und loxodromisch, wenn sie zwei Fixpunkte in {\displaystyle \partial _{\infty }\mathbb {C} H^{n}} hat.
Loxodromische Isometrien werden durch Matrizen {\displaystyle A\in SU(n,1)} mit jeweils mindestens einem Eigenwert vom Betrag kleiner bzw. größer 1 repräsentiert.
Eine loxodromische Isometrie heißt strikt hyperbolisch, wenn sie durch eine Matrix {\displaystyle A\in SU(n,1)} mit reellen Eigenwerten repräsentiert wird, schwach hyperbolisch sonst. 
Parabolische Isometrien sind entweder unipotent, d. h. werden durch eine Matrix {\displaystyle A\in SU(n,1)} repräsentiert, deren Eigenwerte alle 1 sind, oder ellipto-parabolisch, in diesem Fall gibt es eine eindeutige komplexe Geodäte, auf der die Isometrie als parabolische Isometrie von {\displaystyle \mathbb {C} H^{1}\simeq H^{2}} wirkt.
Eine Isometrie ist genau dann elliptisch, wenn sie eine zyklische Gruppe mit kompaktem Abschluss erzeugt. Sie heißt regulär elliptisch, wenn alle Eigenwerte einer repräsentierenden Matrix {\displaystyle A\in SU(n,1)} verschieden sind.

## Komplex-hyperbolische Mannigfaltigkeiten
Eine Riemannsche Mannigfaltigkeit heißt komplex-hyperbolisch, wenn ihre universelle Überlagerung isometrisch zum {\displaystyle \mathbb {C} H^{n}} ist. 

## Ballquotienten
In der algebraischen Geometrie werden komplexe Mannigfaltigkeiten als Ballquotienten bezeichnet, wenn ihre universelle Überlagerung biholomorph zum {\displaystyle \mathbb {C} H^{n}} ist.